# Ágii Anárgyri
Ágii Anárgyri (grec moderne : Άγιοι Ανάργυροι), ou Saints-Anargyres, est une ancienne municipalité de Grèce située au nord-ouest d'Athènes. Depuis le programme Kallikratis de 2010, Ágii Anárgyri constitue un district municipal du dème d'Ágii Anárgyri-Kamateró. Selon le recensement de 2011, l'ancienne municipalité comptait 34 168 habitants.